# Кручата, Сильвана
Сильвана Кручата (итал. Silvana Cruciata; род. 15 февраля 1953, Неаполь) — итальянская легкоатлетка, специалистка по бегу на средние и длинные дистанции. Выступала за национальную сборную Италии по лёгкой атлетике во второй половине 1970-х — первой половине 1980-х годов. Бронзовая призёрка Кубка мира, обладательница двух серебряных и одной бронзовой медалей чемпионатов мира по кроссу, рекордсменка мира в часовом беге, участница летних Олимпийских игр в Монреале.

## Биография
Сильвана Кручата родилась 15 февраля 1953 года в Неаполе, Италия.
Начинала спортивную карьеру как бегунья по пересечённой местности, в частности в 1974 году завоевала серебряную медаль в командном зачёте на домашнем кроссовом чемпионате мира в Монце. В том же сезоне представляла страну на легкоатлетическом чемпионате Европы в Риме, стартовала здесь на дистанции 3000 метров, но не сумела преодолеть предварительный квалификационный этап.
В 1976 году на мировом первенстве по кроссу в Чепстоу вновь стала серебряной призёркой командного зачёта. Благодаря череде удачных выступлений удостоилась права защищать честь страны на летних Олимпийских играх в Монреале — бежала дистанцию 1500 метров и вновь не преодолела первый отборочный этап.
Участвовала в чемпионате Европы в помещении 1978 года в Милане, заняв на дистанции 1500 метров пятое место.
В 1980 и 1981 годах Кручата сначала установила, а затем улучшила мировой рекорд в часовом беге, преодолев дистанции 17,563 и 18,084 км соответственно. Этот рекорд впоследствии продержался более семнадцати лет и был превзойдён только в 1998 году кенийкой Теглой Лорупе. При этом он до сих пор остаётся рекордом Европы и национальным рекордом Италии.
Также в 1981 году Сильвана Кручата добавила в послужной список бронзовые медали, полученные на Кубке мира в Риме в беге на 3000 метров и на кроссовом чемпионате мира в Мадриде в командном зачёте.
В поздние годы карьеры больше внимания уделяла бегу на длинные дистанции, успешно выступила на нескольких марафонах и полумарафонах в Италии, в частности дважды побеждала на Римском полумарафоне.